# Dysdera ligustica
Dysdera ligustica är en spindelart som beskrevs av Gasparo 1997. Dysdera ligustica ingår i släktet Dysdera och familjen ringögonspindlar.
Artens utbredningsområde är Italien. Inga underarter finns listade i Catalogue of Life.